# Ideciu de Jos
Ideciu de Jos (Alsóidecs en hongrois, Nieder Eidisch en allemand) est une commune roumaine du județ de Mureș, dans la région historique de Transylvanie et dans la région de développement du Centre.

## Géographie
La commune d'Ideciu de Jos est située dans le nord du județ, sur la rive gauche du Mureș, dans les collines du Mureș, à 5 km au nord de Reghin et à 37 km au nord-est de Târgu Mureș, le chef-lieu du județ.
La municipalité est composée des trois villages suivants (population en 2002) :
- Deleni (309) ;
- Ideciu de Jos (939), siège de la municipalité ;
- Ideciu de Sus (757).

## Histoire
La première mention écrite du village date de 1319 sous le nom de Olideech. les villages d'Ideciu de Jos et d'Ideciu de Sus ont été fondés par des colons saxons au Moyen Âge.
La commune d'Ideciu de Jos a appartenu au royaume de Hongrie, puis à l'empire d'Autriche et à l'Empire austro-hongrois.
En 1876, lors de la réorganisation administrative de la Transylvanie, elle a été rattachée au comitat de Maros-Torda.
La commune d'Ideciu de Jos a rejoint la Roumanie en 1920, au traité de Trianon, lors de la désagrégation de l'Autriche-Hongrie. Après le deuxième arbitrage de Vienne, elle a été occupée par la Hongrie de 1940 à 1944, période durant laquelle sa petite communauté juive fut exterminée par les nazis. Elle est redevenue roumaine en 1945.

## Politique
| Parti | Parti                                                 | Sièges |
| ----- | ----------------------------------------------------- | ------ |
|       | Parti national libéral (PNL)                          | 5      |
|       | Parti social-démocrate (PSD)                          | 3      |
|       | PNȚCD (PNȚCD)                                         | 1      |
|       | Alliance des libéraux et démocrates (ALDE)            | 1      |
|       | Union nationale pour le progrès de la Roumanie (UNPR) | 1      |

## Religions
En 2002, la composition religieuse de la commune était la suivante :
- Chrétiens orthodoxes, 82,09 % ;
- Réformés, 7,68 % ;
- Adventistes du septième jour, 3,04 % ;
- Catholiques romains, 2,39 % ;
- Évangéliques luthériens 1,99 %.

## Démographie
La commune d'Ideciu de Jos a gardé une majorité allemande jusqu'à la Seconde Guerre mondiale (2 054 Allemands en 1941).
En 1910, la commune comptait 654 Roumains (25,41 %), 1 718 Allemands (66,74 %) et 115 Hongrois (4,47 %).
En 1930, on recensait 696 Roumains (25,43 %), 1 823 Allemands (66,61 %), 81 Hongrois (2,96 %), 10 Juifs (0,37 %) et 124 Tsiganes (4,53 %).
En 2002, 1 624 Roumains (80,99 %) côtoient 171 Hongrois (8,53 %), 48 Allemands (2,39 %) et 162 Tsiganes (8,07 %). On comptait à cette date 756 ménages et 687 logements.
| 1850  | 1880  | 1900  | 1910  | 1930  | 1956  | 1977  | 1992  | 2002  |
| ----- | ----- | ----- | ----- | ----- | ----- | ----- | ----- | ----- |
| 2 108 | 1 903 | 2 422 | 2 574 | 2 737 | 2 094 | 2 443 | 2 092 | 2 005 |

| 2007  | - | - | - | - | - | - | - | - |
| ----- | - | - | - | - | - | - | - | - |
| 2 108 | - | - | - | - | - | - | - | - |

## Économie
L'économie de la commune repose sur l'agriculture (céréales et maraîchage) et l'élevage. La répartition de la terre s'établit comme suit :
- terres arables, 897 ha ;
- Forêts 1 252 ha ;
- Pâturages 641 ha ;
- Prairies 1 145 ha

## Communications

### Routes
Ideciu de Jos se trouve sur la route nationale DN15 qui relie Târgu Mureș avec Reghin et le județ de Harghita.

### Voies ferrées
La voie ferrée Deda-Războieni qui dessert Reghin et Târgu Mureș traverse la commune.

## Lieux et Monuments
- Ideciu de Jos, sources thermales indiquées dans les affections de la locomotion, gynécologiques et rhumatismales.

- Ideciu de Jos, église évangélique.